# Inscrições de Orcom

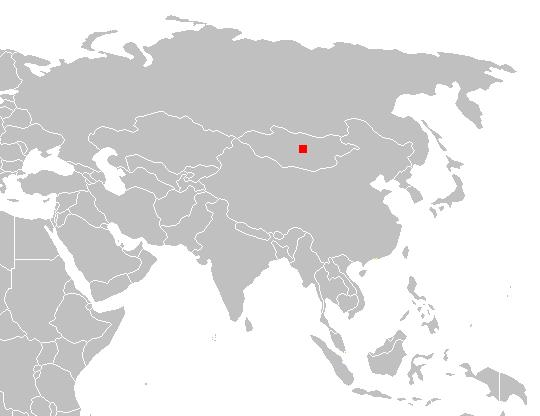
Mapa de localização do Vale de Orcom

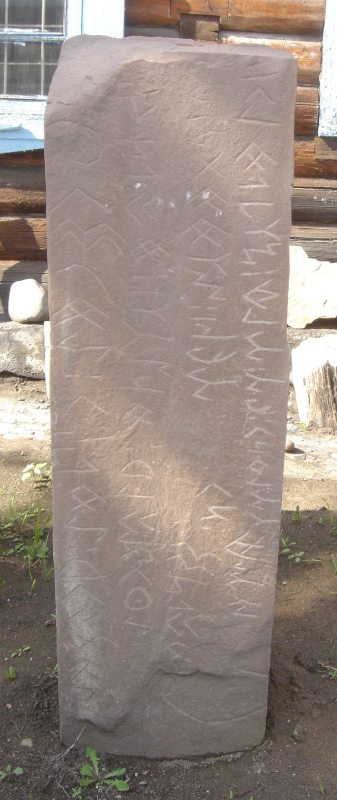
Uma das inscrições de Orcom, atualmente na cidade de Kyzyl, na república russa de Tuva

As inscrições de Orcom são os mais antigos vestígios conhecidos do alfabeto de Orcom (também chamado alfabeto turco antigo, alfabeto goturco (göktürk ou köktürk), alfabeto Orcom-Ienissei, runas de Orcom ou runas turcas). São constituídas por cerca de duzentas inscrições epigráficas em pedra datadas dos séculos VII e X, descobertas no vale de Orcom, na Mongólia, e no curso superior do Rio Ienissei, no sudeste da Sibéria, em 1889 por uma expedição russa liderada por Nicolas Iadrintsev.
As primeiras inscrições foram decifradas em 1893 pelo filólogo dinamarquês Vilhelm Thomsen e publicadas por Vasily Radlov, um etnologista russo nascido na Alemanha, fundador da turcologia (estudo dos povos turcos).
Além das inscrições descobertas nos vale de Orcom e do Ienissei, foram descobertas inscriçõs semelhantes na região russa de Altai e na província de Xinjiang, no noroeste da China.
As primeiras inscrições decifradas encontravam-se em dois monumentos próximos um do outro. A primeira, datada de 732, é dedicada por Bilge Kağan (Mojilian nos anais chineses), o grão-cã (imperador) do Império Goturco entre 716 e 734, à memória do seu irmão Kül Tigin (ou Kultegin), morto em 731. A segunda inscrição, datada de 735, foi erigida em memória de Bilge Kağan, que, após muitos combates, restaurou a unidade do império turco oriental e celebrou a paz, igualmente após numerosos combates, como o imperador da China Xuanzong. Há outras inscrições em turco nos dois monumentos, as quais celebram a epopeia dos turcos, e outras em chinês que representa, a homenagem do imperador da China aos chefes turcos.